# Raphaël Nuzzolo
Raphaël Nuzzolo (* 5. července 1983, Biel, Švýcarsko) je bývalý švýcarský fotbalový záložník nebo útočník, který naposledy hrál v klubu Neuchâtel Xamax. Zde taktéž strávil velkou část jeho kariéry. Kariéru ukončil v roce 2023.

## Klubová kariéra
Ve Švýcarsku hrál profesionálně za kluby FC Biel-Bienne, Neuchâtel Xamax (hrál zde 17 let) a BSC Young Boys.
S Young Boys si zahrál v Evropské lize 2014/15, kde se s týmem probojoval do základní skupiny I, kde číhali soupeři AC Sparta Praha (Česko), SSC Neapol (Itálie) a ŠK Slovan Bratislava (Slovensko). 18. září 2014 v prvním utkání základní skupiny EL proti slovenskému týmu ŠK Slovan Bratislava vstřelil při výhře 5:0 třetí gól. Po ukončení hráčské kariéry působí jako skaut v týmu BSC Young Boys.